# 宇宙組曲
『宇宙組曲 'Combinaison SPACIALE'』（うちゅうくみきょく）は1996年6月21日に発売されたピチカート・ファイヴ通算3作目のリミックス・アルバム。

## 解説
- 本作は1曲目を除いて、アルバム『ロマンティーク96』の収録曲を外部ミキサーにリミックスを依頼した作品となっている。
- CDとアナログの2形態で発売。収録曲数は異なる。
- ミニ・アルバム『フリーダムのピチカート・ファイヴ』と同時発売。
- この2作を「Double Express de Pizzicato Five」のキャッチコピーでキャンペーンを行なった。
- CDは特典でステッカーが封入。

## CD収録曲
1. ベイビィ・ポータブル・ロック（Baby Mexican Rock Version）[8:09]
  - 詞／曲／編曲：小西康陽
  - 同年3月21日に発売されたシングルの新ヴァージョン。
2. アイスクリーム・メルティン・メロウ（MARIN MIX 2）[6:05]
  - 詞／曲：小西康陽
  - リミックス：砂原良徳
3. コンタクト（Percolator Mix）[4:42]
  - 詞／曲：セルジュ・ゲンスブール
  - リミックス：ジェントル・ピープル
4. good（Samoan Attorney Mix）[3:59]
  - 詞：CHIKA　曲：HAJIME
  - リミミックス：Nauga
5. トウキョウ・モナムール（Discotique 96 Mix）[5:43]
  - 曲／編曲：小西康陽
  - 久米大作のオルガンによる新ヴァージョン。
6. アイスクリーム・メルティン・メロウ（MARIN MIX 1）[6:54]
  - 詞／曲：小西康陽
  - リミックス：砂原良徳

## アナログ盤

### A面
1. アイスクリーム・メルティン・メロウ（MARIN MIX 1）[6:54]
2. アイスクリーム・メルティン・メロウ（MARIN MIX 2）[6:05]

### B面
1. トウキョウ・モナムール（Discotique 96 Mix）[5:43]
2. good（Samoan Attorney Mix）[3:59]